# Gerecse
A Gerecse, illetve Gerecse hegység (gyakran hibásan Gerecse-hegység) röghegység a Dunántúlon. A Dunazug-hegyvidék kistája, annak háromszög alakú, legnyugatibb része.
Átlagos magassága 400 méter. Területe 850 km². Legmagasabb csúcsa, a Nagy-Gerecse 634 méter magas; ez a Dunazug-hegyvidék tizedik legmagasabb kiemelkedése. (Tetején 1969-1971 között épült az adótorony.) Túlnyomórészt dachsteini mészkő, kisebb részben felső triász dolomit alkotja. Üledékes építőanyagainak (mészkő, homokkő, agyag, márga) helyi formái közül nevezetesek a mészkőbarlangjai, a jura-mészkő „vörösmárványa”, az eocén, oligocén rétegek szénbányái, a cement alapanyaga, a márga, a Dunára néző lejtők vastag löszrétegébe vágott mély utak, löszfalak.

## Fekvése
A Vértestől délen a Tatai-árok, a Pilistől a Dorogi-medence (Dorog-Pilisvörösvár közötti árok), a Budai-hegységtől pedig a Zsámbéki-medence választja el. Nyugaton a Kisalföld peremvidékével határos. Északi lejtője a Duna völgye felé meredeken végződik.

## Részei

### Nyugati-Gerecse
A Nyugati-Gerecse Neszmélytől délkeletre kezdődik, a 375 m magas Asszonyhegy és a 425 m magas Nagy-Somló rögeivel. Déli irányban a Hosszúvontató (450m), a Nagy-Dobó-hegy (424 m), az Agostyáni-hegy (441 m), az Öreg-Kovács (555 m), és a Hajagos (443 m) rögplatóival folytatódik. Tatabányától északra, a Csúcsos-hegy (369 m) területén a millenniumi turul-emlékmű található. Tovább haladva emelkedik a Veres-hegy (341 m), majd a Nagy-Keselő-hegy. A Nagy-Somlóban fekvő barlang tengerszint feletti 390 m magasságban nyílik, ennél ismertebb a tatabányai Kő-hegy Szelim-lyuk nevű barlangja.

### A Középső- vagy Magas-Gerecse
A Tardos-Vértestolnai medencétől keletre a Haraszt-heggyel kezdődik, amely 281 m magas. Tőle keletre fekszik a Berzsek-hegy (399 m), melynek márga- és mészkőbányája cementgyártásra ad lehetőséget. Az itt bányászott vöröses színű mészkövet tardosi vörösmárványnak szokták a köznyelvben nevezni. Dél felé haladva a Nagy-Eménkes (526 m), a Nagy- és a Kis-Pisznice (544 m, illetve 525 m), a Nagy-Gerecse (634 m), a Fehér-kő (525 m), a Bánya-hegy (360 m), és a Fekete-kő (362 m) a legmagasabbak. Ehhez a vonulathoz tartozik még a Somberek (409 m), a Lukas-kő (355 m), a Szenék-hegy (400 m) és a Bősomlyó (346 m). Ezen a vidéken található a Gerecse legnagyobb barlangja, a Pisznice-barlang.

### A Keleti-Gerecse
A bajóti Öreg-kővel (375 m) kezdődik. Itt található a Jankovich-barlang nyílása. A híresebb és jelentősebb csúcsok a területen a Dorog melletti Nagy-Gete (457 m), a bajnai Őr-hegy, az Öreg-hegy (360 m), a gyermelyi Gyarmat-hegy (340m) és a zsámbéki Nyakas-hegy (324m). (Közkeletű neve a Zsámbék-Bajnai-dombvidék.)

### A Déli-Gerecse
A Vértestolnai-, a Héreg-Tarjáni-medence és a Szentlászló-víz völgye választja el a hegység fő tömegétől. Első tagjai a keleti irányban szép panorámát nyújtó Pes-kő (400 m), a Baglyas-hegy (438 m), és a Somlyóvár (448 m). Utolsó tagjai a meredek lejtőjű Zuppa-hegy (385 m) és a Lóingató-hegy (303 m). Utóbbinak van egy másik, kevésbé szalonképes neve is, harmadik hangként egy 'f' iktatandó a hangsorba. Sőt valószínűnek látszik, hogy az az eredeti név, hiszen annak könnyű értelmet adni, viszont a lóingatásnak nehéz.

## Éghajlata

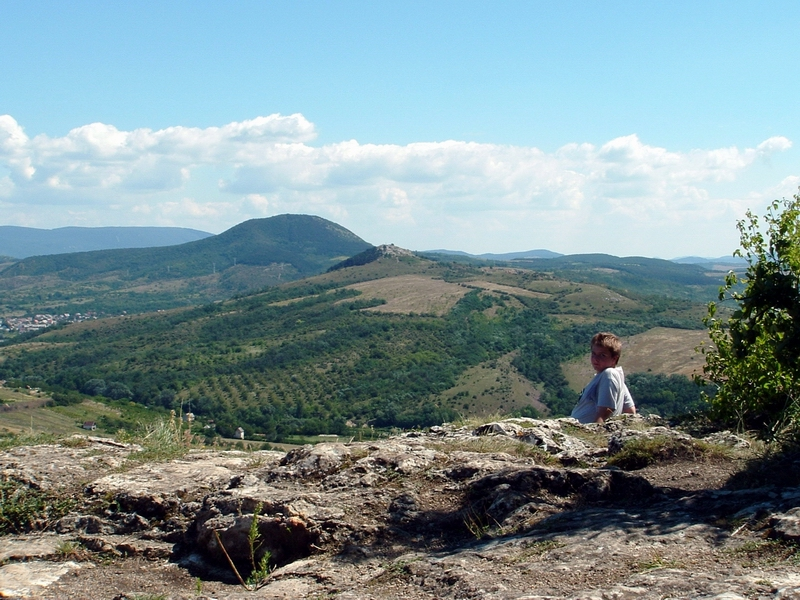
Gerecse

A hegység elhelyezkedéséből adódóan, az időjárási megfigyelések szerint, a térség csapadékát adó frontok zöme a Tata-Szár vonalon halad végig, gyakran szárazon hagyva a tatabányai, déli kitettségű hegyoldalakat. Néhány jellemző éghajlati paraméter:
- Átlagos évi csapadék: 604 mm
- Csapadék április-szeptember között: 345 mm
- Téli hőmérsékleti átlag: 2,8 °C
- Téli hőmérsékleti minimum: −13,9 °C
- Tavaszi hőmérsékleti átlag: 12,5 °C
- Nyári hőmérsékleti átlag: 18,5 °C
- Évi hőmérsékleti átlag: 9,5 °C
- Januári középhőmérséklet: −1,4 °C
- Júliusi középhőmérséklet: 20,4 °C (Ez a terület déli, délnyugati kitettsége miatt magasabb az átlagnál.)
- Két hőmérsékleti átlag különbsége: 21,8 °C
- A terület átlag napfény tartalma: 1980 óra
- A téli napok száma átlagosan: 23-35 nap
- Zord napok száma: 10-18 nap

## Talajviszonyai
Az erdőgazdasági táj területén, a talajképző tényezők hatására, legnagyobbrészt erdőtalajok alakultak ki, azonban az erózió következtében jelentős területet foglalnak el a váztalajok. A löszön képződött sötét színű erdőtalajok közül a humuszkarbonát talajok és a rendzinák találhatók, ezeknek sekély termőrétegük és magas (8-as) pH értékük van.

## Vízrajza
A főleg triász karbonátos kőzetekből felépülő Gerecse hegység nyugat és észak felé, a Kisalföld medencéjének irányában nagy törésvonalak mentén a mélybe süllyed. A hegység peremén még felszínen lévő mészkőképződmények már 1000 méter körüli mélységben találhatóak. A lezökkenő karbonátos rögök egy-egy tagja sasbérc jelleggel azonban még a felszínen van, illetve annak közelében van Tata és környékén. A hegység karsztos felszínén beszivárgó víz az erózióbázis szintjén bővizű forrásokban bukkant a felszínre. A források a Keleti-Gerecse, majd a Központi-Gerecse felől fokozatosan áttevődtek a Nyugati-Gerecsébe, az erózióbázis változásának megfelelően. Jelenleg a Nyugati-Gerecse a terület fő megcsapoló helye. Tatán igen bővizű források fakadtak. Pl.: Fényes forrás (20 000 m³/nap). A tatabányai, oroszlányi és dorogi bányászat tevékenységének hatására a karsztvízszintnívó a 80-as évek elejéig fokozatosan, de drasztikusan apadt (115 mBf-ig). Napjainkban a karsztvízszint fokozatosan áll helyre a szénbányászat válsága és a csapadékosabb időjárás hatására. Várható a régen elapadt források újraéledése – Fürst Ádám hidrogeológus szerint.

## Természeti értékek

### Barlangok

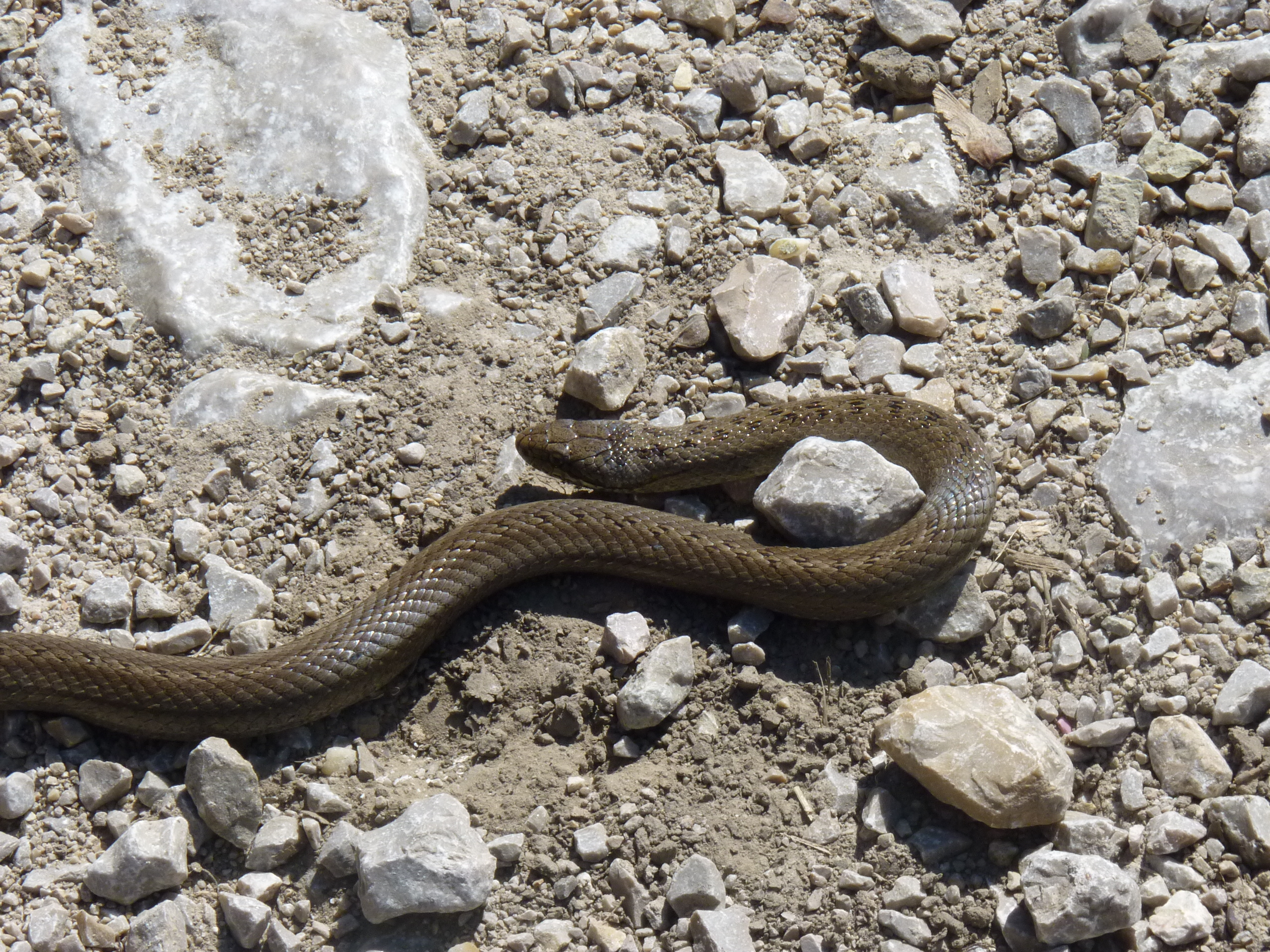
Rézsikló a Gerecsében

353 barlang vált ismertté a Gerecséből egy 1994-es összesítés alapján. Közülük 17 helye nem beazonosítható, 14 pedig megsemmisült. Így 322 barlang található jelenleg a hegységben. Ezekből hat, a Jankovich-barlang, a Keselő-hegyi-barlang, a Lengyel-barlang, az Öreg-kői 1. sz. zsomboly, a Pisznice-barlang és a Szelim-lyuk fokozottan védett. A leghosszabb barlang a Keselő-hegyi-barlang, a második leghosszabb a Pisznice-barlang, a harmadik leghosszabb a Lengyel-barlang a területen. Legmélyebb a Keselő-hegyi-barlang, második legmélyebb a Lengyel-barlang, harmadik legmélyebb a Keselő-hegyi 11. sz. barlang. Egyik megkülönböztetetten védett barlangja a Vértes László-barlang. Egy másik összesítés szerint 443 barlang nyílik a Gerecsében.  

## Növényzete és állatvilága
A Gerecse növényzete és állatvilága változatos. A tetőket mészkedvelő cseres, tölgyes karszterdők borítják. A cserjék között gyakori a pukkanó dudafürt, a tölgyek alatt a tavasszal virágzó hunyor és az őzsaláta (Smyrnium olusatrum). Jégkorszaki reliktum (maradványfaj) a magyarföldi husáng.

### A Turuli-parkerdő jellemző növénytársulásai

#### Sajmeggyes – molyhos tölgyes karsztbokorerdő
mezei juhar (Acer campestre), franciaperje (Arrhenatherum elatius), ebfojtó müge (Asperula cynanchica), sajmeggy (Cerasus mahaleb), egybibés galagonya (Crataegus monogyna), csomós ebír (Dactylis glomerata), magyar szegfű (Dianthus pontederae), bibircses kecskerágó (Euonymus verrucosus), csenkesz (Festuca valesiana), virágos kőris (Fraxinus ornus), nehézszagú gólyaorr (Geranium robertianum), korcs nőszirom (Iris spuria), egyenes tisztesfű, rezgőfű, fagyal (Ligustrum vulgare), angolperje (Lolium perenne), taréjos csormolya (Melampyrum cristatum), egyvirágú gyöngyperje (Melica uniflora), csertölgy (Quercus cerris), molyhos tölgy (Quercus pubescens), mezei zsálya (Salvia pratensis), csabaíre (Sangiusorba minor), osztottlevelű őzsaláta (Smyrnium olusatrum), sarlós gamandor (Teucrium chamaedrys), aranyhere (Trifolium aureum), macskafarkú veronika (Veronica spicata).

#### Karsztos sziklagyep
Apró nőszirom (Iris pumila), hatsoros varjúháj (Sedum sexangulare), bablevelű varjúháj, prémes gyöngyperje (Melica ciliata), kék csenkesz (Festuca glauca), sárga kövirózsa (Sempervivum globiferum subsp. hirtum), kunkorgó árvalányhaj (Stipa capillata), hegyi gamandor (Teucrium montanum), farkas kutyatej (Euphorbia cyparissias), tavaszi hérics (Adonis vernalis).
A hegységben előfordul még: farkasölő sisakvirág (Aconitum vulparia), pézsmaboglár (Adoxa moschatellina), erdei gyöngyköles (Aegonychon purpurea-coeruleum), deres búzafű (Agropyron intermedium), vetési konkoly (Agrostemma githago), gyíkhagyma (Allium angulosum), hegyi hagyma (Allium montanum), illatos hagyma (Allium suaveolens), medvehagyma (Allium ursinum), bárányüröm (Artemisia pontica), aranyfürt (Aster linosyris), szártalan csüdfű (Astragalus exscapus), kései gyíkpohár (Blackstonia acuminata), szürke fenyérfű (Bothriochloa ischaemum), erdei pereszlény (Calamintha sylvatica), vízparti deréce (Epilobium dodonaei), fehér madársisak (Cephalanthera damasonium), kardos madársisak (Cephalanthera longifolia), piros madársisak (Cephalanthera rubra), mezei fejvirág (Cephalaria transsylvanica), büdös libatop (Chenopodium vulvaria), közönséges magvasodró (Crupina vulgaris), nagyezerjófű (Dictamnus albus), magyar zergevirág (Doronicum hungaricum), kék szamárkenyér (Echinops ritro subsp. ruthenicus), piros kígyószisz (Echium russicum), mocsári nőszőfű (Epipactis palustris), magyarföldi husáng (Ferula sadleriana), piros gólyaorr (Geranium sanguineum), illatos bibircsvirág (Gymnadenia odoratissima), bíboros sallangvirág (Himantoglossum caprinum), szürke káka (Holoschoenus romanus), szirtőr (Hornungia petraea), selymes peremizs (Inula oculus-cristi), festő csülleng (Isatis tinctoria subsp. praecox), kisfészkű hangyabogáncs (Jurinea mollis), közönséges aranyeső (Laburnum anagyroides), magyar lednek (Lathyrus pannonicus), téglaszínű lednek (Lathyrus sphaericus), (Legousia speculum-veneris), gérbics (Limodorum abortivum), Borbás-kerep (Lotus borbasii), afrikai szegecsfű (Malcolmia africana), orvosi vízitorma (Nasturtium officinale), sárga iglice (Ononis pusilla), pókbangó (Ophrys sphegodes), poloskaszagú kosbor (Orchis coriophora), bíboros kosbor (Orchis purpurea), sömörös kosbor (Orchis ustulata), csajkavirág (Oxytropis pilosa), ezüstaszott (Paronychia cephalotes), gumós macskahere (Phlomis tuberosa), dudatönk (Physocaulis nodosus), bajuszos kásafű (Piptatherum virescens), homoki útifű (Plantago arenaria), sziki útifű (Plantago maritima), sziklai perje (Poa badensis), tölgylevelű vízisaláta (Samolus valerandi), piros pozdor (Scorzonera purpurea), tavaszi görvélyfű (Scrophularia vernalis), bozontos csukóka (Scutellaria columnae), homoki varjúháj (Sedum hillebrandtii), (Senecio doria), nagy aggófű (Senecio umbrosus), sugaras zsoltina (Serratula radiata), lápi nyúlfarkfű (Sesleria uliginosa), villás habszegfű (Silene dichotoma), gór habszegfű (Silene bupleuroides), szirti gyöngyvessző (Spiraea media), apró vetővirág (Sternbergia colchiciflora), kunkorgó árvalányhaj (Stipa capillata), hosszúlevelű árvalányhaj (Stipa tirsa ), nagy nyúlkapor (Trinia ramosissima), vetési tinóöröm (Vaccaria hispanica), fekete zászpa (Veratrum nigrum), pusztai meténg (Vinca herbacea).

## Képek

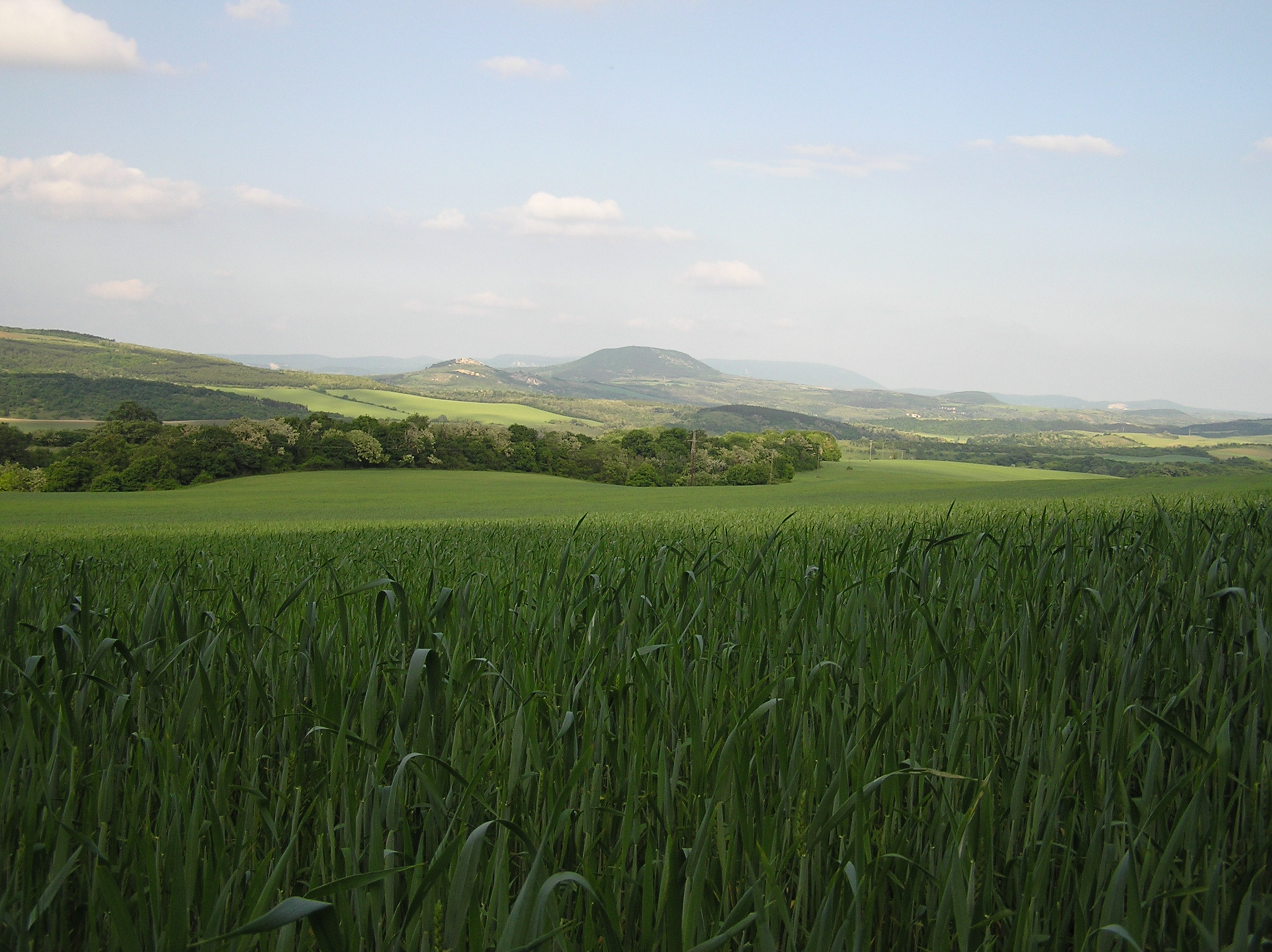
A Gerecse Péliföldszentkeresztnél
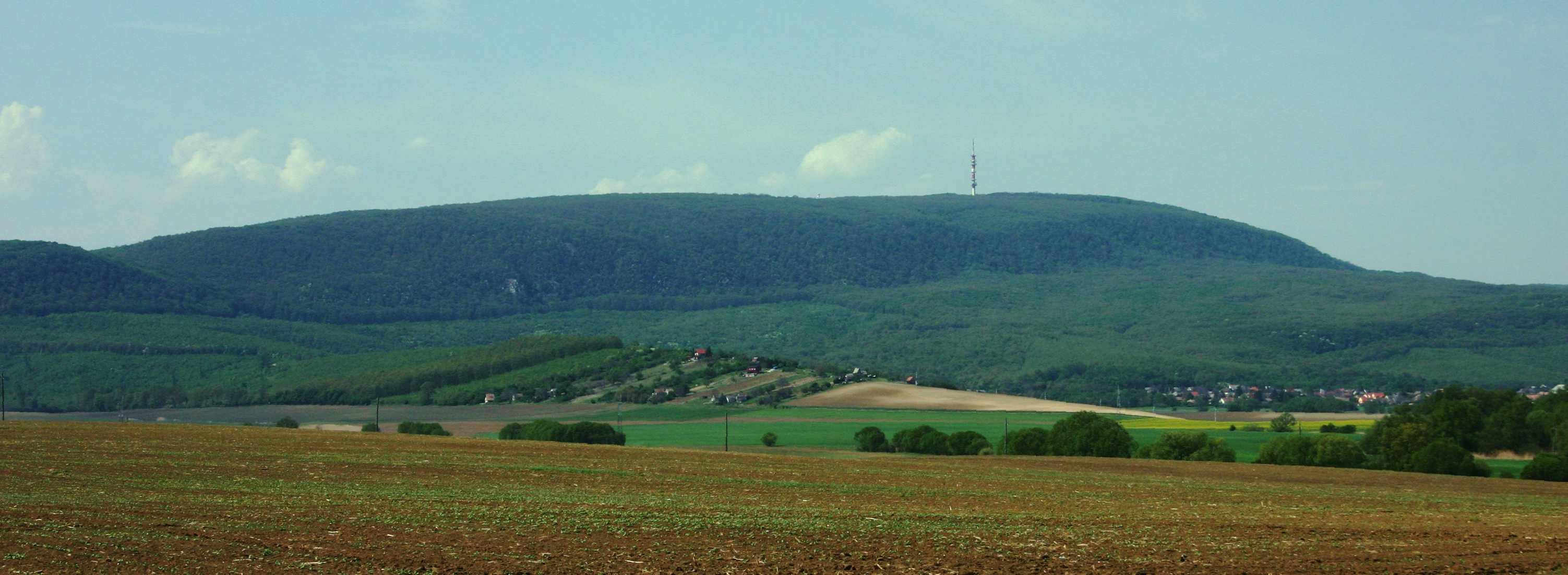
Nagy-Gerecse (634 m)
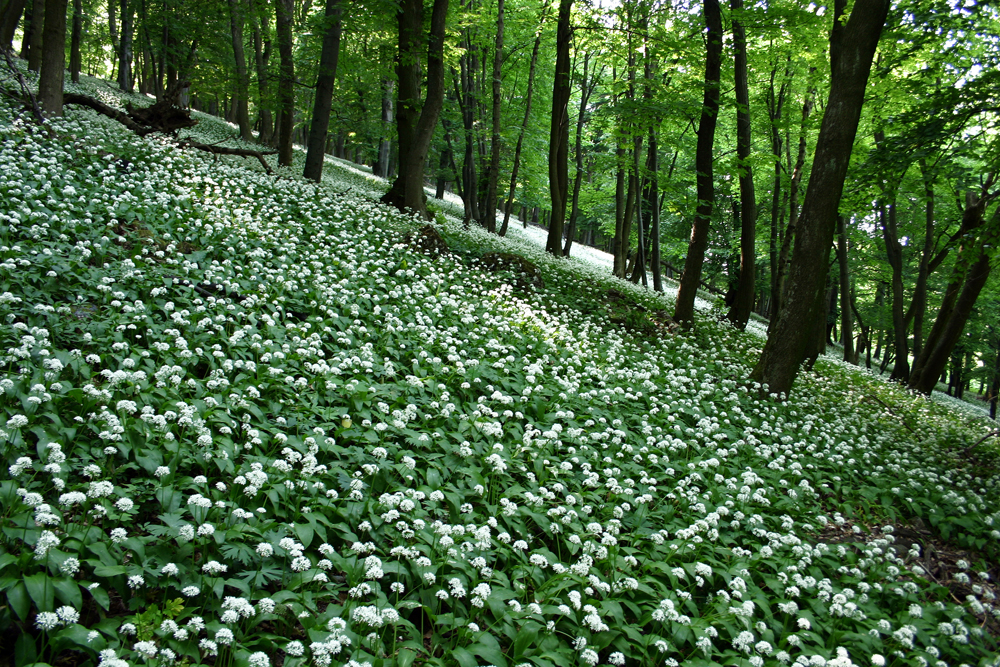
Medvehagyma a Gerecsében májusban
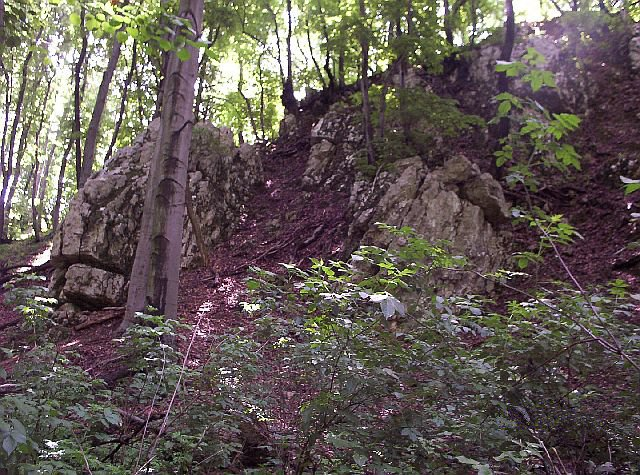
Farkasvölgy
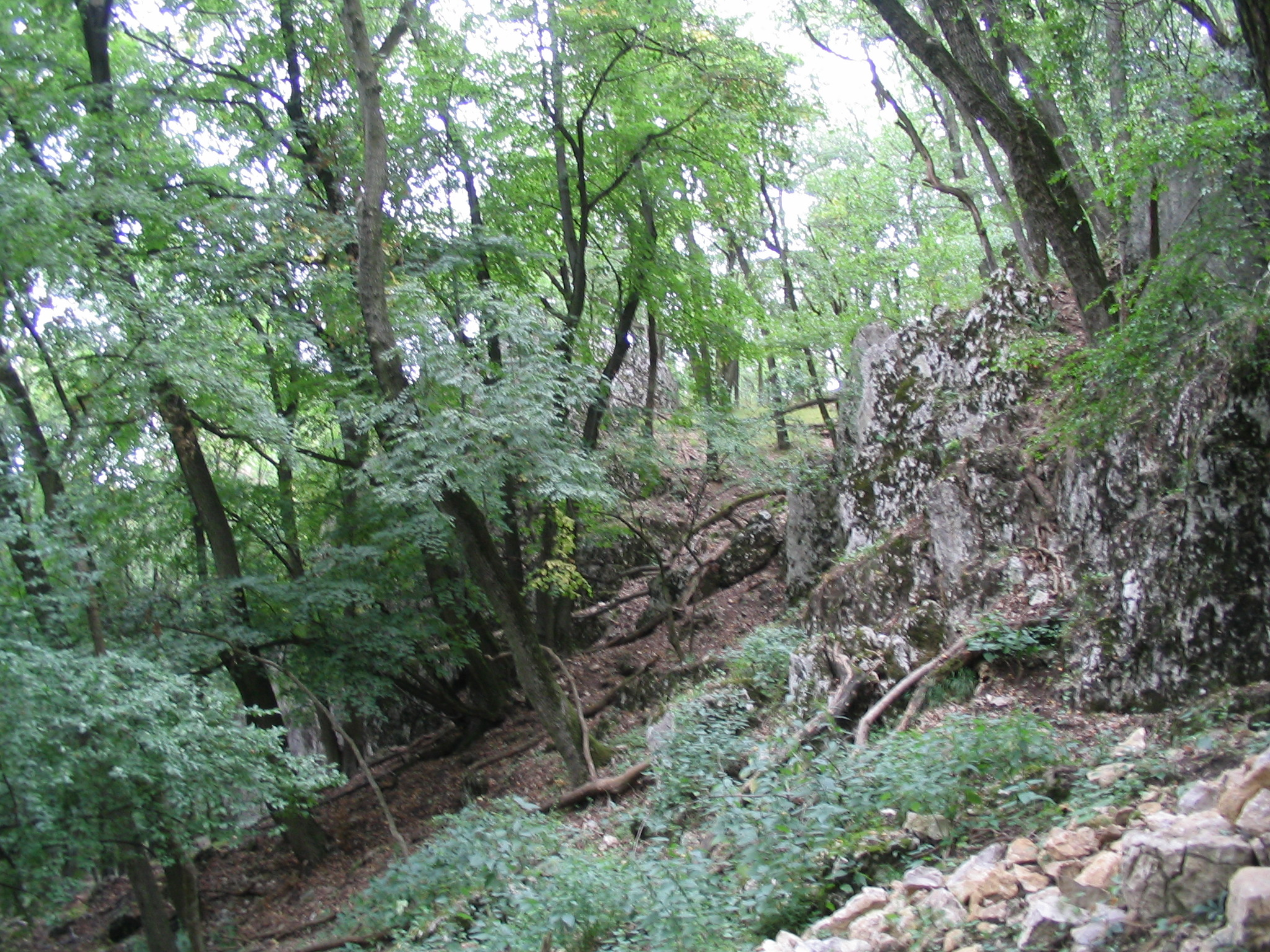
Gerecsei erdőrészlet
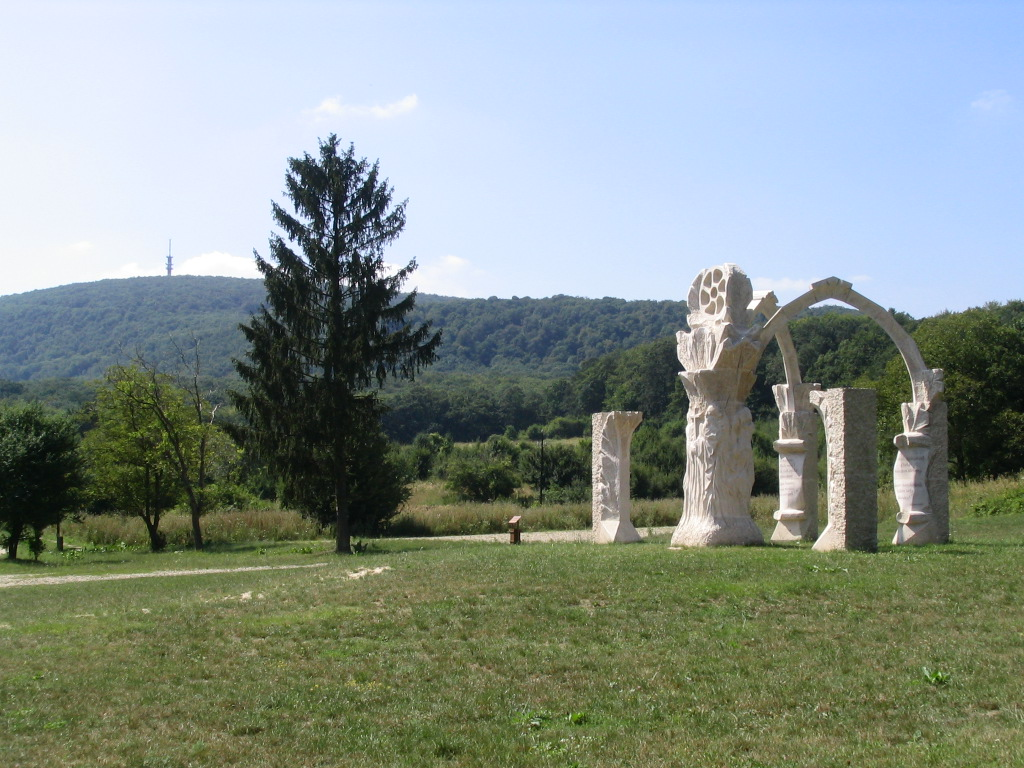
A pusztamaróti csata (1526) emlékműve